# Ahougnansou (Bouaké)
Pour les articles homonymes, voir Ahougnansou.
Ahougnansou  est un quartier de la ville de Bouaké, ville du département du même nom, située dans la région de la Vallée du Bandama en Côte d'Ivoire.